# Sandra Mozarowsky
Alexandra Elena Mozarowsky Ruiz de Frías, coneguda artísticament com a Sandra Mozarowsky (Tànger, Marroc, 17 d'octubre de 1958 - Madrid, 14 de setembre de 1977), va ser una actriu espanyola, famosa per les seves interpretacions al llarg dels anys 70 en una vintena de pel·lícules classificades dins de l'anomenat «cinema de destape».

## Biografia
Filla d'un diplomàtic rus (que compaginava el seu càrrec amb la professió d'enginyer electrònic) i de mare espanyola, quan la família es trasllada a viure a Madrid procedent del Marroc, comença els seus estudis en el Liceu Anglo-Espanyol de la capital, d'on passa al Col·legi del Sagrat Cor i allí acaba el batxillerat en 1976.
Amb deu anys, debuta en la pel·lícula El otro árbol de Guernica, de Pedro Lazaga, donant principi a una fulgurant carrera artística centrada en una sèrie de produccions d'alt contingut eròtic, entre les quals destaquen El mariscal del infierno (estrenada a Espanya el 1974), La noche de las gaviotas (1975), El hombre de los hongos (filmada a Mèxic el 1976), Hasta que el matrimonio nos separe (1976), Abortar en Londres (1977) o Ángel negro (1977), en la qual comparteix cartell amb l'actor mexicà Jorge Rivero, amb el qual se la relaciona sentimentalment.
Va intervenir també en sengles capítols de les sèries de Televisió Espanyola Cuentos y leyendas (El estudiante de Salamanca) i Curro Jiménez (El retorno al hogar), emesos respectivament els dies 19 de desembre de 1975 i 5 de juny de 1977.
Va morir el 14 de setembre de 1977 a Madrid, en estranyes circumstàncies, ja que va caure des de la terrassa del seu domicili, situat a la quarta planta del carrer Álvarez de Baena núm. 3, el 23 d'agost estant embarassada de cinc mesos, cosa que, amb posterioritat, donaria peu a rumors i especulacions sobre el seu presumpte idil·li amb el rei d'Espanya Joan Carles I. Segons altres autors, simultanejaria el seu treball com a actriu amb el de «noia d'alterne» en un club del madrileny carrer Oriente, un dels socis propietaris del qual seria el conegut actor Paco Martínez Soria:

## Filmografia

### Cinema
| Any  | Pel·lícula                                       | Personatge             | Director                     |
| ---- | ------------------------------------------------ | ---------------------- | ---------------------------- |
| 1969 | El otro árbol de Guernica                        | Montserrat             | Pedro Lazaga                 |
| 1973 | Lo verde empieza en los Pirineos                 | Noia francesa          | Vicente Escrivá              |
| 1973 | Manolo la nuit                                   | Infermera              | Mariano Ozores               |
| 1974 | Los ojos azules de la muñeca rota                | Jove turista en un bar | Carlos Aured                 |
| 1974 | El mariscal del infierno                         | Noia sacrificada       | León Klimovsky               |
| 1975 | Cuando el cuerno suena                           | Julia                  | Luis María Delgado           |
| 1975 | La noche de las gaviotas                         | Lucy                   | Amando de Ossorio            |
| 1975 | El clan de los Nazarenos                         | Magda                  | Joaquín Luis Romero Marchent |
| 1975 | Sensualidad                                      | Pilar                  | Germán Lorente               |
| 1975 | Las protegidas                                   | Marisa                 | Francisco Lara Polop         |
| 1975 | El colegio de la muerte                          | Leonore Johnson        | Pedro Luis Ramírez           |
| 1976 | El libro de buen amor II                         | Gadea                  | Jaime Bayarri                |
| 1976 | El hombre de los hongos                          | Emma                   | Roberto Gavaldón             |
| 1976 | Beatriz                                          | Beatriz                | Gonzalo Suárez               |
| 1976 | Call-Girl (La vida privada de una señorita bien) | Laura                  | Eugenio Martín               |
| 1977 | Tren especial para Hitler                        | Greta                  | Alain Payet                  |
| 1977 | Hasta que el matrimonio nos separe               | Martina                | Pedro Lazaga                 |
| 1977 | Pecado mortal                                    | Doncella               | Miguel Ángel Díez            |
| 1977 | El espiritista                                   |                        | Augusto Fernando             |
| 1977 | Abortar en Londres                               |                        | Gil Carretero                |
| 1978 | Ángel negro                                      |                        | Tulio Demicheli              |

### Televisió
| Any  | Sèrie              | Capítol                    | Personatge | Director                     |
| ---- | ------------------ | -------------------------- | ---------- | ---------------------------- |
| 1975 | Cuentos y leyendas | El estudiante de Salamanca |            | José Briz Méndez             |
| 1977 | Curro Jiménez      | El retorno al hogar        |            | Joaquín Luis Romero Marchent |